# Coelia
Coelia é um género botânico pertencente à família das orquídeas (Orchidaceae).

## Lista de espécies
- Coelia bella
- Coelia densiflora
- Coelia guatemalensis
- Coelia macrostachya
- Coelia triptera